# کوریم
کوریوم (به انگلیسی: Curium) از عنصرهای شیمیایی جدول تناوبی است. نشانه کوتاه آن Cm و عدد اتمی آن ۹۶ است.
کوریوم عنصری فلزی، پرتوزا، سنتزی، از خانوادهٔ آکتینیدها، از بمباران پلوتونیوم و امریسیم با نوترون تولید می‌شود. نیم‌عمر ایزوتوپی از آن، که بیشترین طول عمر را دارد، برابر ۱۰۷ × ۱٫۷ سال است. کوریم برای ایجاد گرما و نیرو در ماهواره‌ها یا نقاط دور افتاده به‌کار می‌رود. برای اولین‌بار، در ۱۹۴۴ و در دانشگاه کالیفرنیای برکلی سنتز شد. در ۱۹۴۶، گلن سیبورگ، سنتزکنندهٔ این عنصر، آن را به افتخار دانشمندان فرانسوی، پیِر و ماری کوری، نام‌گذاری کرد.
خواص فیزیکی عنصر کوریم:
- عدد اتمی:۹۶
- جرم اتمی:۲۴۴٫۰۶۲۷
- نقطه ذوب: C°۱۰۶۷
- نقطه جوش: C°۳۱۱۰
- شعاع فلزی: pm۱۷۴
- ظرفیت: ۳و۴
- رنگ: نقره ای